# 高野黍
高野黍（学名：Eriochloa procera）为禾本科野黍属下的一个种。